# 袋鼠法庭
袋鼠法庭（英語：Kangaroo court）是一個起源於英文的非正式名詞，用於形容一些讓人認為不公平的法庭審判或裁決。
袋鼠法庭一詞起源於19世紀美國，當時一些法官在偏遠地區巡迴辦案，其收入來自辦案數量甚至被告的罰金，因此將這種到處奔跑辦案而不重視公正的法庭稱為袋鼠法庭。美國最高法院1967年的判決書中也曾使用這個詞："Under our Constitution, the condition of being a boy does not justify a kangaroo court."。（“根据我们的宪法，男孩的身份并不构成袋鼠法庭的正当理由。”）
因為袋鼠可以決定自己的育兒袋中的幼兒，所以用袋鼠法庭一詞來隱喻部份國家的法庭中法律沒有得到良好貫徹，法律就像袋鼠育兒袋中的幼兒一樣被人為左右。也有釋義認為袋鼠法庭是比喻法庭的幼稚可笑，因為在早期人類的眼中，袋鼠是比較可笑的動物。還有人認為袋鼠法庭是民間法庭的代名詞，但這一釋義沒有相關材料支持。

## 參閱
- 戰地簡易軍事審判
- 濫用司法（英语：Legal abuse）
- 私刑
- 模擬審判（英语：Mock trial）
- 摆样子公审
- 星室法庭
- 替代性爭端解決方式
- 國際仲裁（英语：International Arbitration）
- 三人法庭

## 外部連接
- 维基词典中的词条「kangaroo court」
- Etymology Online（页面存档备份，存于）
- The Straight Dope: What's the origin of "kangaroo court"?（页面存档备份，存于）
- What's a Kangaroo Court?（页面存档备份，存于）